# Екимауцы
Екимауцы (рум. Echimăuţi, Екимэуць) — село в Резинском районе Молдавии. Относится к сёлам, не образующим коммуну.

## География
Село расположено на высоте 159 метров над уровнем моря.

## Население
По данным переписи населения 2004 года, в селе Екимауцы проживает 2247 человек (1111 мужчин, 1136 женщин).
Этнический состав села:
| Национальность | Число жителей | Процентный состав |
| -------------- | ------------- | ----------------- |
| молдаване      | 2210          | 98,35             |
| румыны         | 20            | 0,89              |
| украинцы       | 9             | 0,4               |
| русские        | 4             | 0,18              |
| гагаузы        | 1             | 0,04              |
| прочие         | 3             | 0,13              |
| Всего          | 2247          | 100 %             |

## Археология
Екимауцы стали известны благодаря археологической находке. Вблизи села было раскопано городище конца IX — 1-й половины XI века, принадлежавшее племени тиверцев.

## Известные уроженцы
- Дизенгоф, Меир (Меер Янкелевич) — первый мэр Тель-Авива.